# Bionica
Bionica (ook wel biomimetica, biotechniek, bio-elektronica) is het onderzoek naar de werking van systemen in de natuur en de technologische toepassing daarvan.

## Oorsprong
Het woord bionica is samengesteld uit de Griekse woorden "βίον" (bion), wat eenheid van leven betekent en -ica, wat als/zoals betekent, samengevoegd: (zo)als leven. De term biomimetica (Engels: biomimetics) werd bedacht door de Amerikaanse wetenschapper Otto Schmitt in de jaren 50 en de term bionica (Engels: bionics) door militair onderzoeker Jack E. Steele in 1958.

## Toepassing

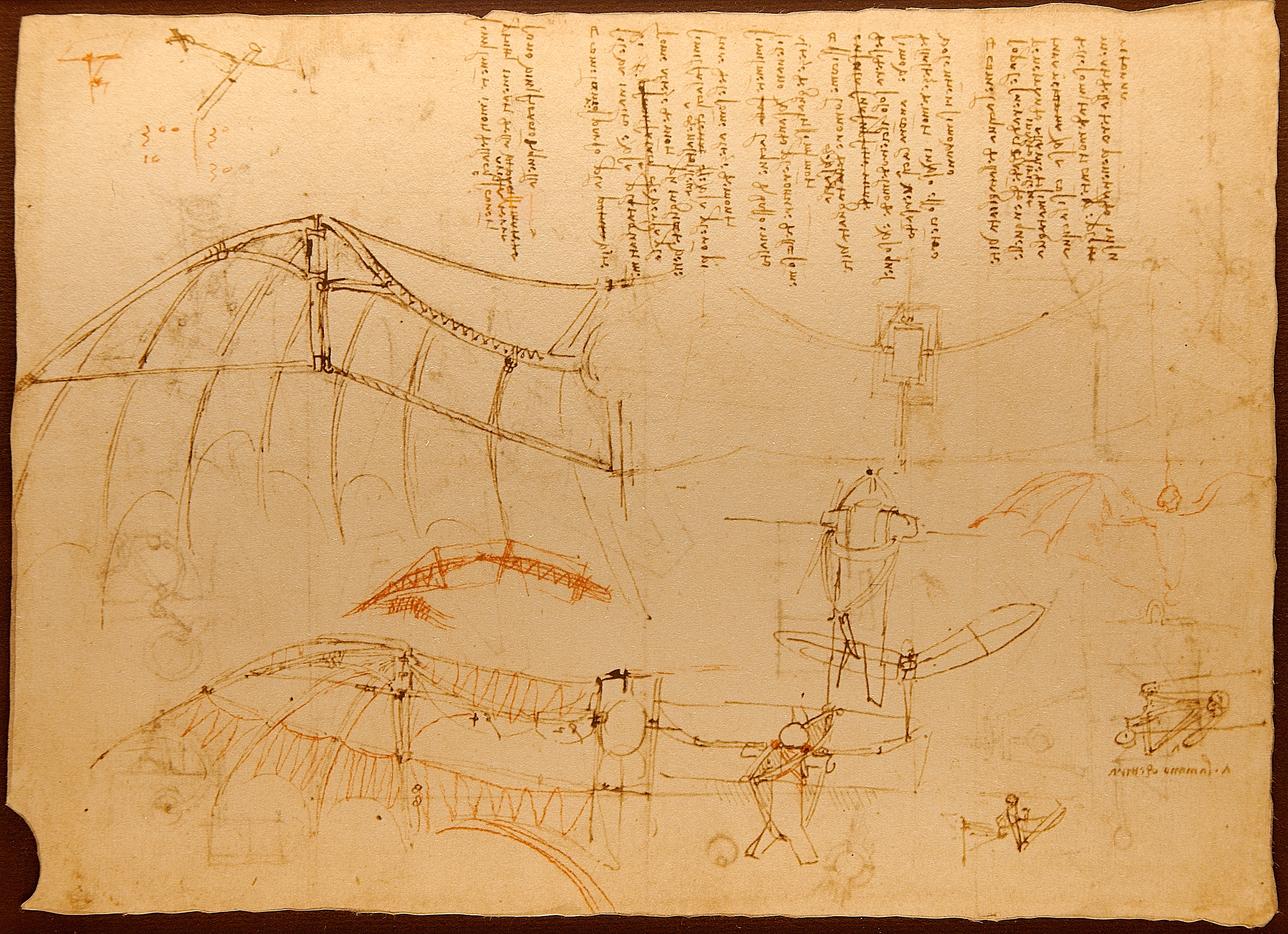
Vroeg voorbeeld van bionica: "vliegtuig" naar een ontwerp van Leonardo da Vinci.

Uitvinders en kunstenaars als Leonardo da Vinci, Gustave Eiffel en Antoni Gaudí lieten zich al inspireren door ideeën uit de natuur, maar pas sinds de 20e eeuw wordt op grote schaal onderzoek in deze richting gedaan. Bekende uitvindingen die op principes uit de natuur zijn geïnspireerd zijn:
| Toepassing                                     | Gebaseerd op                                                                                               |
| Honingraatpanelen                              | De honingraten van bijen                                                                                   |
| Klittenband                                    | De haakjes van de klitvruchten.                                                                            |
| Het zwempak                                    | Op basis van de huid van de haai zijn zwempakken ontwikkeld die minder weerstand ondervinden in het water. |
| Zelfreinigende deklagen                        | Het lotuseffect: de zelfreinigende eigenschap van het blad van de lotusplant.                              |
| Bionisch implantaten                           | Het menselijk lichaam                                                                                      |
| Nanohaartjes als kleefstof                     | De lamellae onder de poten van gekko's                                                                     |
| Zelfherstellende composietmaterialen en lakken | Bloedstolling                                                                                              |
| Micro Air Vehicle met flapperende vleugels     | Insectenvleugels                                                                                           |

Een veelbelovend materiaal uit de natuur is spinsel of spinzijde. Spinrag is sterker dan de sterkste door mensen gemaakte vezel van dezelfde dikte.

## Verder lezen
- Ylva Poelman (2015). De natuur als uitvinder: Miljarden jaren aan innovatie gratis beschikbaar. Overamstel Uitgevers. ISBN 9048825423.